# Wordle
Wordle – gra przeglądarkowa stworzona przez Josha Wardle’a i wydana w październiku 2021.

## Rozgrywka
Gra polega na zgadnięciu pięcioliterowego słowa-odpowiedzi. Użytkownik dostaje sześć szans, a za każdą nieudaną próbą gra informuje go o tym, czy użyte w danym podejściu litery:
1. znajdują się w słowie-odpowiedzi w odpowiednim miejscu (kolor zielony);
2. znajdują się w słowie-odpowiedzi, ale w innym miejscu (kolor żółty);
3. nie znajdują się w słowie-odpowiedzi (kolor szary).

Każdego dnia każdy z użytkowników gry próbuje odgadnąć to samo słowo-odpowiedź.
Inspiracją do stworzenia Wordle była gra Jotto z 1955 roku. Każdego dnia słowo-odpowiedź jest losowane z bazy słów liczącej 2315 elementów (spośród ponad 12 000 pięcioliterowych słów w języku angielskim).
2315 słów zostało wybranych przez partnerkę Wardle’a i podzielone na trzy kategorie: słowa, które zna; słowa, których nie zna oraz słowa, które może znać.

## Historia
Początkowo gra została stworzona przez Wardle’a jako rozrywka dla siebie i partnerki, jednak w październiku 2021 roku umieścił grę publicznie w internecie. Nazwa gry stanowi grę słów opartą na nazwisku jej twórcy „Wardle” oraz wyrazie oznaczającym słowo w języku angielskim – word.
Wordle uzyskało rozgłos w grudniu 2021 roku, kiedy Wardle umożliwił użytkownikom kopiowanie rezultatów swoich gier jako emoji kolorowych kwadratów. Użytkownicy korzystając z funkcji informowali o grze swoich znajomych poprzez media społecznościowe (głównie na Twitterze).

### Wzrost zainteresowania
1 listopada 2021 roku z gry skorzystało 90 użytkowników, 2 stycznia 2022 już ponad 300 000, a tydzień później liczba użytkowników przekroczyła 2 miliony dziennie. W pierwszych dwóch tygodniach 2022 roku o grze pojawiło się ponad 1,2 miliona wzmianek w serwisie Twitter.

## Klony Wordle
Wordle stał się inspiracją dla wielu gier o podobnych zasadach. Część z nich opierała się na tych samych regułach, inne umożliwiały dodatkowo rozgrywkę w różnych językach (oryginalne Wordle zawierało tylko język angielski). Niektóre z nich wprowadziły modyfikacje w rozgrywce, np. dłuższe wyrazy, większą liczbę prób lub nieograniczoną liczbę wyrazów do zgadnięcia dziennie.